# No Surrender (2023)
Pour les articles homonymes, voir No Surrender.
L'édition 2023 de No Surrender est un Pay-per-view de catch (lutte professionnelle) produit par la promotion américaine Impact Wrestling. L'événement a eu lieu le 24 février 2023 au Sam Tom Live à Las Vegas (Nevada). Il s'agit de la 15e édition de No Surrender.

## Contexte
Les spectacles d'Impact Wrestling sont constitués de matchs aux résultats prédéterminés par les scénaristes de la compagnie. Ces rencontres sont justifiées par des storylines – une rivalité entre catcheurs, la plupart du temps – ou par des qualifications survenues dans les shows. Tous les catcheurs possèdent un gimmick, c'est-à-dire qu'ils incarnent un personnage gentil (Face) ou méchant (Heel), qui évolue au fil des rencontres. Un événement comme No Surrender est donc un événement tournant pour les différentes storylines en cours.

## Tableau des matchs
| Ordre par numéros | Résultat | Stipulation(s)                                                                    | Temps |
| --- | --- | --------------------------------------------------------------------------------- | ----- |
| 1P | Gisele Shaw (avec Jai Vidal) bat Deonna Purrazzo                                                             | Match simple                                                                      | 9:07  |
| 2P | Jonathan Gresham bat Mike Bailey                                                                             | Match simple                                                                      | 11:01 |
| 3 | Frankie Kazarian bat Kon (avec Angels, Callihan et Deaner)                                                   | Match simple                                                                      | 9:24  |
| 4 | The Death Dollz (Jessicka et Taya Valkyrie) (c) (avec Rosemary) battent The Hex (Allysin Kay et Marti Belle) | Tag Team match pour les Impact Knockouts Tag Team Championship                    | 8:57  |
| 5 | Joe Hendry (c) bat Moose                                                                                     | Dot Combat match pour Impact Digital Media Championship                           | 12:14 |
| 6 | Steve Maclin bat Brian Myers, Heath et PCO                                                                   | Fatal 4-Way match Le gagnant deviendra aspirant n°1 au Impact World Championship. | 9:18  |
| 7 | Bullet Club (Ace Austin, Chris Bey et Kenta) battent Time Machine (Alex Shelley, Chris Sabin et KUSHIDA)     | 6-Man Tag Team match                                                              | 19:04 |
| 8 | Mickie James (c) bat Masha Slamovich                                                                         | Match simple pour le Impact Knockouts Championship                                | 12:29 |
| 9 | Josh Alexander (c) bat Rich Swann                                                                            | Match simple pour le Impact World Championship                                    | 25:13 |
| La lettre C placée entre parenthèses désigne la personne ou l’équipe championne en titre. P – indique que le match a eu lieu lors du pré-show | |                                                                                   |       |